# Hospital Regional Dr. Juan Noé
El Hospital Regional Dr. Juan Noé es el principal recinto hospitalario de la Región de Arica y Parinacota, en el norte de Chile. Es el hospital base del Servicio de Salud Arica, atendiendo tanto a la población de Arica, como también las derivaciones de Camarones, Putre y General Lagos.

## Historia
Fue fundado en 1577, con el nombre de Hospital San Juan de Dios, bajo la administración de los frailes religiosos capachos. En la década de 1940, la Sociedad Constructora de Establecimientos Hospitalarios comenzó a trabajar en su remodelación, entregado el edificio el 3 de octubre de 1952. Se le rebautizó como Hospital Dr. Juan Noé Crevani en homenaje al científico y benefactor ariqueño que erradicó la malaria de la ciudad en la década de 1940. Posteriormente se construyeron los recintos de psiquiatría y banco de sangre, un edificio de especialidades médicas y de apoyo, el Edificio I, donde se instalaron el pabellón quirúrgico y la Unidad de Cuidados Intensivos, Pediatría, Oftalmología, Esterilización, Servicios de Hospitalización y un edificio destinado a lavandería y alimentación.
En marzo de 2018, debido al alto potencial de generación de energía solar del norte del país, el establecimiento instaló un sistema de autoconsumo fotovoltaico en el techo del edificio, con 304 paneles solares, lo que permite una producción autónoma anual estimada de 164 mil 500 kW.

## Población atendida
El Hospital atiende a la población regional afiliada al Fondo Nacional de Salud (FONASA), que corresponde a más de 137 mil habitantes. El 95% de los pacientes que acuden al hospital corresponde a beneficiarios de FONASA, de los cuales el 90% pertenecen a las categorías A o B, esto es, pacientes exentos de pago.